# MorgenGrauen
MorgenGrauen (ve zkratce MG) je německojazyčný MUD, jenž vznikl v roce 1992 a od roku 1993 je přístupný veřejnosti. Uvádí se, že se jedná o jeden z nejpopulárnějších světů MUD, na kterém bylo přihlášeno až 100 hráčů denně a někdy jejich počet dosahoval i 220. Hra bývá nazývána jako světově největší německojazyčný MUD.
MorgenGrauen je založen na virtuálním stroji LPMud, jehož původní jednoduché programové knihovny jsou přepracovány a rozšířeny v plně německojazyčnou MorgenGrauen Mudlib.
V doslovném překladu název zní „Svítání“.